# 和跋
和跋（？—403年），代人，鲜卑姓素和氏。北魏初年將領，但因性格問題而遭道武帝殺害。

## 生平
和跋世代統領部落，附於代國。和跋以才辯而知名，故得魏道武帝擢用為外朝大人，參與軍國重大謀略。和跋頗有智謀，又屢合道武帝心意，故獲拜龍驤將軍，不久更獲賜爵日南公。後跟隨大軍入侵後燕中原地，以功進為尚書，鎮守鄴城。時後燕慕容和守滑臺，長史李辨殺了他並以城獻降，並向和跋求救，和跋率輕騎到後李辨一度反悔拒守，但在和跋派尚書郎鄧暉游說之後李辨還是開門，和跋及後接收城中府庫所藏的財物。和跋及後擊敗了慕容德派來進攻的三千騎，慕容德亦放棄奪回滑臺，故滑臺為魏所得，陳郡、穎川一帶很多人民都來歸附。和跋後改封為定陵公，又在天興五年（402年）與拓跋遵率兵進攻後秦高平公没弈干。後擔任平原太守。
和跋是諸將中道武帝最寵信的，但和跋為人奢侈淫逸愛眩耀，喜歡虛名，這與當時群臣崇尚恭儉的風氣大相逕庭。道武帝勸誡也沒用令他轉變，遂令他下了殺機。天興六年（403年），道武帝在出豺山之行期間收捕了和跋，並在路旁處死了他，跋妻劉氏亦自殺。事前道武帝派了和毗等和跋諸弟去和其訣別，和跋知己將死，就向他們聲稱灅水以南可供居住生活，在那耕作營產，並讓他們背對自己後說：「你們怎忍心看著我死呀！」和毗等人明白他的意思，於是假稱使者逃奔後秦國都長安，道武帝追不及，就怒而誅殺了和跋一家。

## 逸事
魏太武帝後來西巡五原，曾到過豺山打獵，突然遇上暴風，四周都被雲霧包圍。太武帝感到奇怪，詢問之下得知和跋家族世代居於此，宗祠和墓穴都在該地，認為他可以化解這奇異現象。太武帝於是以三牲禮祭祀和跋，雲霧竟隨即消散。故後來太武帝每當狩獵都會先祭拜和跋。

## 後代

### 子
- 和歸，曾因罪被流放涼州，後官至冠軍將軍、雍城鎮都大將，封高陽侯。

### 孫
- 和度，尚書都官郎、昌平太守。

### 曾孫
- 和延穆，司州部郡從事。

### 玄孫
- 和安，和士開之父，東魏儀州刺史。

## 延伸阅读
[在维基数据编辑]
 《魏書·卷28》，出自魏收《魏书》
 《北史·卷020》，出自李延壽《北史》